# Hypleurochilus fissicornis
Hypleurochilus fissicornis es una especie de pez de la familia Blenniidae en el orden de los Perciformes.

## Morfología
• Los machos pueden llegar alcanzar los 8,7 cm de longitud total.

## Reproducción
Es ovíparo.

## Hábitat
Es un pez de mar y de clima tropical que vive entre 0-5 m de profundidad.

## Distribución geográfica
Se encuentra al suroeste del  Atlántico (desde Paraíba - Brasil - hasta el Uruguay) y el noreste del  Atlántico (Islas Azores ).